# Linux framebuffer

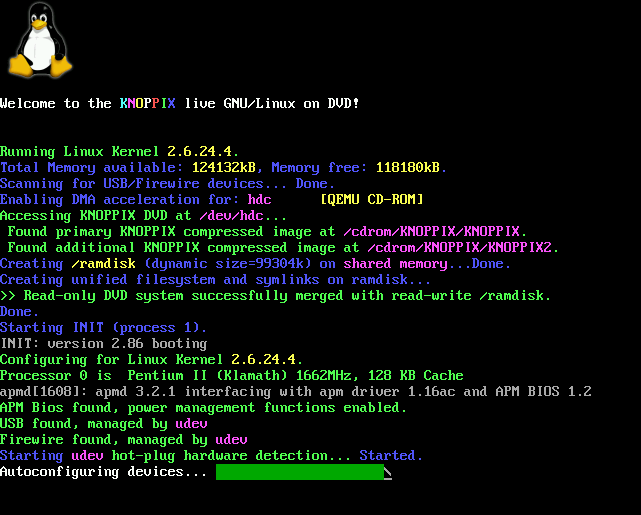
Загрузка Knoppix в linux framebuffer

Linux framebuffer (фреймбуфер Линукс, fbdev от англ. Frame Buffer Device) — это графический аппаратно-независимый API для вывода графики и текста на экран. Из userspace доступ к буферу видеокадра выполняется через файл устройства /dev/fb.

## Применение
- Реализация текстовой Linux-консоли, когда не поддерживается аппаратный текстовый видеорежим, или для преодоления его ограничений на размер глифов, число кодовых точек и т. п. Одна популярная причина использования текстовой Linux-консоли — это возможность показывать изображения при загрузке.
- Вывод графики для X Window System, MPlayer, библиотек GGI, SDL, Weston, GTK+, Qtopia и DirectFB: они могут использовать фреймбуфер напрямую. Это популярный подход во встраиваемых системах.

Внутри ядра существует подсистема окон под названием FramebufferUI (fbui), которая предоставляет базовую 2D-функциональность с небольшим потреблением памяти.
Доступ к фреймбуферу можно получить через файл /dev/fb0.

## История
Впервые фреймбуфер появился в Linux 2.1.107.
Изначально он был создан для эмуляции текстовой консоли на системах типа Apple Macintosh, у которых не было текстового видеорежима, и позже был расширен для работы на IBM PC-совместимых компьютерах.